# MTV Unplugged (Placebo)
MTV Unplugged è un album dal vivo del gruppo musicale britannico Placebo, pubblicato il 27 novembre 2015 dalla Vertigo Records.

## Descrizione
Registrato il 19 agosto del 2015 ai The London Studios per la celebre serie Unplugged di MTV.
Per il 20º anniversario della fondazione della band, i Placebo scelgono di registrare live alcuni dei brani mai suonati o non suonati da molti anni ai loro concerti come Bosco e e Protect Me from What I Want. Vengono inoltre suonate le cover di Jackie (originariamente di Sinéad O'Connor) e Where Is My Mind? (dei Pixies), già registrate e portate dal vivo in più occasioni dal gruppo. Tra gli strumenti utilizzati sul palco viene suonato un qanun, acquistato personalmente da Stefan Olsdal in Marocco.

## Tracce
1. Jackie – 2:55
2. For What It's Worth – 3:09
3. 36 Degrees – 4:18
4. Because I Want You – 4:34
5. Every You Every Me – 4:50
6. Song to Say Goodbye – 3:30
7. Meds – 4:55
8. Protect Me From What I Want – 4:18
9. Loud like Love – 4:54
10. Too Many Friends – 5:45
11. Post Blue – 3:33
12. Slave to the Wage – 4:00
13. Without You I'm Nothing – 4:39
14. Hold on to Me – 3:52
15. Bosco – 7:04
16. Where Is My Mind? – 3:55
17. The Bitter End – 4:49

## Formazione
- Brian Molko – voce, chitarra, armonica
- Stefan Olsdal – basso, chitarra, pianoforte, cori, shruti box, qanun
- Matt Lunn – batteria, percussioni
- Bill Lloyd – tastiera, basso, fisarmonica
- Fiona Brice – violino
- Nick Gavrilovic – chitarra, pianoforte